# Faro de Bengtskär
El faro de Bengtskär (en finés: Bengtskärin majakka) está situado en el archipiélago del mar a unos 25 kilómetros al sur oeste de Hanko, Finlandia. El faro fue construido en 1906 en el islote rocoso de Bengtsår donde se eleva 52 metros sobre el nivel mar y es el más alto en los países nórdicos. Las tropas de desembarco soviéticas trataron de explotar el faro durante la Batalla de Bengtskär en la Guerra de continuación en 1941. El faro de Bengtskär es hoy en día un destino turístico muy popular y es visitado aproximadamente por entre 13.000 a 15.000 turistas cada año.